# (5999) Plescia
(5999) Plescia ist ein, die Marsbahn streifender, Asteroid, der am 23. April 1987 von der US-amerikanischen Astronomin Carolyn Shoemaker vom Palomar-Observatorium (IAU-Code 675) auf dem Gipfel Palomar Mountain etwa 80 Kilometer nordöstlich von San Diego aus entdeckt wurde. Provisorische Bezeichnungen für das Objekt waren 1987 HA und 1989 XQ.
Der Asteroid wurde nach dem US-amerikanischen Geophysiker und Erforscher irdischer Einschlagkrater Jeffrey B. Plescia benannt, einem Wissenschaftler, der am Jet Propulsion Laboratory arbeitet.